# Accordi di Madrid
Gli Accordi di Madrid, chiamati anche Accordo di Madrid o Patto di Madrid, furono un trattato tra Spagna, Marocco e Mauritania per porre fine alla presenza spagnola nel territorio del Sahara spagnolo, che fino ad allora era una provincia spagnola ed ex colonia. Fu firmato a Madrid il 14 novembre 1975, sei giorni prima della morte di Franco, anche se non fu mai pubblicato sul Boletín Oficial del Estado. Questo accordo era in conflitto con la legge sulla decolonizzazione del Sahara, ratificata dal parlamento spagnolo (Cortes) il 18 novembre.
Come conseguenza dell'accordo di Madrid, la Spagna lasciò il Sahara occidentale nel febbraio 1976; il territorio sarebbe stato poi diviso tra Marocco e Mauritania, senza alcun riconoscimento per il Fronte Polisario che, a seguito degli accordi, iniziò un conflitto contro i due paesi che si concluse con il cessate il fuoco nel 1991.

## Antefatti

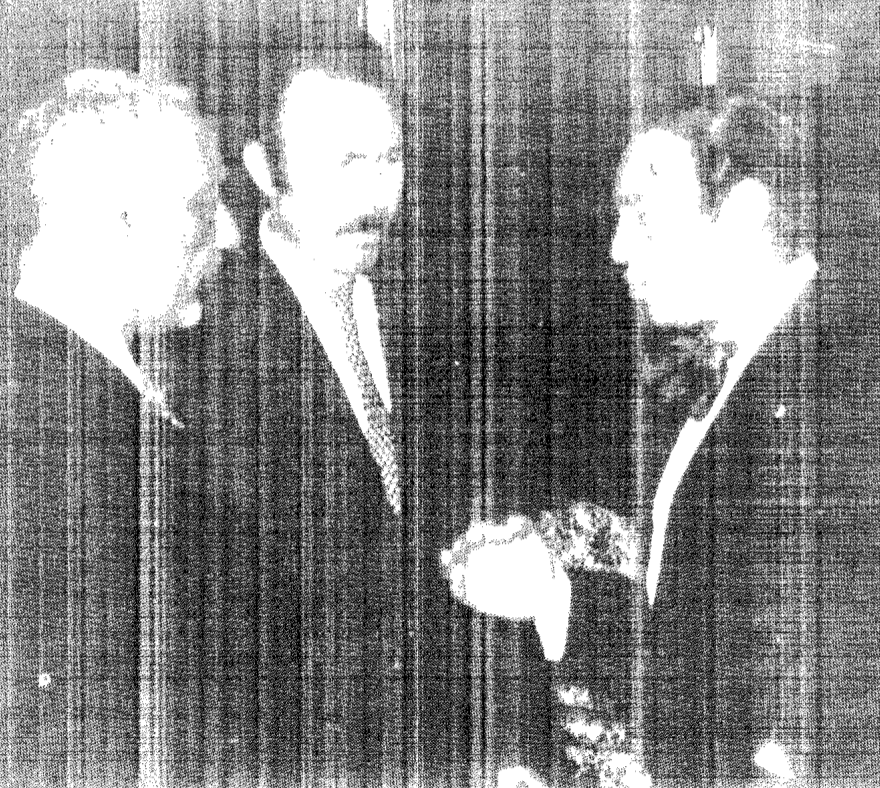
Il presidente Moktar Ould Daddah della Mauritania, il presidente Houari Boumédiène dell'Algeria e il re Hasan II del Marocco durante un vertice del 1973 sul Sahara spagnolo ad Agadir

Il futuro della provincia era in discussione da diversi anni, con il Marocco e la Mauritania che chiedevano la sua completa annessione al loro territorio e la Spagna che tentava di introdurre un regime di autonomia interna o uno stato indipendente saharawi filo-spagnolo. Inoltre, un gruppo indipendente di Sahrawi indigeni, chiamato Fronte Polisario, cercò l'indipendenza attraverso la guerriglia. Le Nazioni Unite dal 1963 consideravano l'area come una colonia e ne chiesero l'autodeterminazione in conformità alla Risoluzione 1514 dell'Assemblea Generale.

### Motivazioni delle parti
Gli accordi di Madrid si ebbero sulla scia della Marcia verde, una manifestazione marocchina di 350.000 persone indetta dal re Hasan II, intesa a far pressione alle autorità spagnole. Il 6 novembre 1975, infatti, una folla di marocchini attraversò il confine internazionalmente riconosciuto del Sahara spagnolo, senza tuttavia raggiungere le postazioni dell'esercito spagnolo.
Rabat rivendicava il territorio come storicamente marocchino sin dal suo accesso all'indipendenza nel 1956. Immediatamente dopo l'indipendenza del Marocco, il ramo meridionale dell'Esercito di Liberazione del Marocco, l'Esercito di Liberazione del Sahara, aveva combattuto le truppe spagnole a Sidi Ifni, Saguia el Hamra e Río de Oro, riuscendo a liberare parte del territorio. Madrid riprese poi il pieno controllo nel 1958 con l'aiuto francese. Le richieste marocchine per il territorio continuarono negli anni '60 e aumentarono di intensità all'inizio degli anni '70, quando divenne evidente che il colonialismo era al suo tramonto.
La Marcia Verde, così come gli scambi retorici sempre più accesi tra Madrid e Rabat, avevano convinto la Spagna che il Marocco era disposto a entrare in guerra per il territorio; un memorandum della CIA statunitense a Henry Kissinger lo aveva dichiarato all'inizio di ottobre 1975. Con il leader spagnolo Francisco Franco morente (entrò in coma e morì il 20 novembre), il governo era ansioso di evitare conflitti e decise di dividere il territorio, al fine di preservare la massima influenza possibile insieme ad un vantaggio economico.
Il presidente Moktar Ould Daddah aveva rivendicato il territorio come parte della Grande Mauritania anche prima dell'indipendenza. Alcuni sostengono che l'intento delle affermazioni della Mauritania fosse quello di mantenere il confine del Marocco con la Mauritania più lontano. Tuttavia, Rabat aveva storicamente rivendicato un Grande Marocco, in cui il Sahara spagnolo e la Mauritania facevano parte del Marocco. Dal 1969, quest'ultima affermazione riguardante la Mauritania fu abbandonata.

## Contenuto e importanza
Thompson e Adloff scrivono:
Secondo i termini [del trattato] pubblicizzati, la Spagna accettò di decolonizzare il Sahara e di lasciare l'area prima del 28 febbraio 1976. Nel frattempo, il territorio sarebbe stato amministrato dal governatore generale spagnolo, assistito da due vice governatori marocchini e mauritani, che avrebbero rispettato l'opinione pubblica saharawi espressa attraverso la yemaa. […] Per quanto riguarda i depositi di Bu Craa (una miniera di fosfato), la Spagna avrebbe mantenuto il 35% delle azioni della Fosfatos de Bucraa, SA, società Fosbucraa, e una parte del 65% che sarebbe andata al Marocco sarebbe stata presumibilmente assegnata alla Mauritania. Secondo quanto riferito, c'erano accordi non pubblicati tra i tre firmatari che soddisfacevano la Spagna per quanto riguarda i suoi diritti di pesca e includevano un rinvio di ulteriori richieste marocchine per le Plazas de soberanía, nonché un risarcimento per i civili spagnoli e delle Canarie rimpatriati. (p. 175)

Lo studio della Biblioteca del Congresso degli Stati Uniti sulla Mauritania (1990) afferma:
All'inizio del 1975, sia il Marocco che la Mauritania accettarono di attenersi alla decisione della Corte internazionale di giustizia sullo status del Sahara spagnolo, ma quando la corte stabilì nell'ottobre 1975 che nessuno dei due paesi aveva il diritto di rivendicare la sovranità sul territorio, entrambi i governi scelsero di ignorare la decisione. Nel novembre 1975 conclusero gli accordi di Madrid con la Spagna in base ai quali il Marocco acquisiva i due terzi settentrionali del territorio, mentre la Mauritania acquisiva il terzo meridionale. L'accordo includeva anche la condizione che la Spagna avrebbe mantenuto le quote dell'impresa mineraria Bu Craa. La Mauritania acconsentì agli accordi partendo dal presupposto, probabilmente corretto, che il Marocco, con la sua potenza militare superiore, avrebbe altrimenti assorbito l'intero territorio.

## Risultati

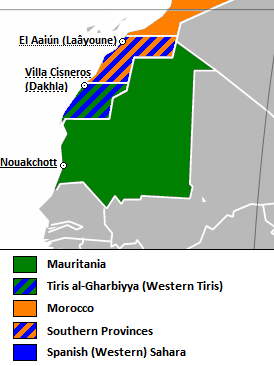
Spartizione del Sahara occidentale

L'accordo fu aspramente osteggiato dall'Algeria e dal Fronte Polisario, che rimasero impegnati per l'indipendenza. L'Algeria inviò una delegazione di alto livello a Madrid per fare pressione sulla Spagna affinché non firmasse gli accordi, perché già sosteneva militarmente e diplomaticamente il Fronte Polisario all'inizio del 1975. L'Algeria vide ufficialmente la sua opposizione come un modo per sostenere la carta delle Nazioni Unite e combattere il colonialismo, sebbene molti osservatori ritengano che le azioni dell'Algeria fossero più volte a contrastare l'influenza del Marocco e ad ottenere l'accesso all'Oceano Atlantico. Una rivalità di lunga data tra i due paesi contribuì a mantenere le relazioni tese.
Dopo gli accordi, la Spagna nel febbraio 1976 si ritirò dal possedimento africano e permise la contemporanea presa di possesso da parte di Marocco e Mauritania della ex provincia africana.
Di conseguenza, il governo Boumédiène ruppe con il Marocco e iniziò a fornire armi e rifugio ai guerriglieri del Polisario e condannò gli accordi a livello internazionale. L'Algeria espulse circa 45.000 cittadini marocchini che allora vivevano in Algeria e iniziò le trasmissioni radio a sostegno sia del Polisario e - più brevemente - di un gruppo separatista nelle isole Canarie, quest'ultima azione presumibilmente volta al tentativo di punire la Spagna.
Quando il Marocco e la Mauritania si mossero per far valere le loro pretese, scoppiarono gli scontri armati tra le truppe dei due paesi e il Polisario. Il Polisario e l'Algeria consideravano entrambi l'avanzata del Marocco e della Mauritania come un'invasione straniera, mentre il Marocco e la Mauritania vedevano la lotta contro il Polisario come una lotta contro un gruppo separatista. A sostegno del Polisario, l'Algeria inviò truppe in profondità nel territorio, che alla fine si ritirarono dopo la battaglia di Amgala nel 1976.
Gli scontri si trasformarono in una guerra, lunga 17 anni, durante la quale la Mauritania fu costretta a ritirarsi, abbandonando ogni pretesa sulla regione, nel 1979. Così non fu per il Marocco. Come effetto del conflitto, una parte della popolazione del territorio divenne rifugiata. Alla fine si concluse con un cessate il fuoco nel 1991, con il quale i confini territoriali fra Marocco e Polisario furono cristallizzati, con il controllo marocchino all'interno del cosiddetto muro marocchino (circa l'80% del territorio complessivo) e quello del Polisario all'esterno (circa il 20%).
Oggi lo status del territorio, ora chiamato Sahara occidentale, rimane in discussione.

## Status internazionale degli accordi
Le Nazioni Unite considerano il Sahara occidentale come un territorio non sovrano, in attesa di una decolonizzazione formale. Riconosce che il Marocco attualmente ne amministra gran parte de facto, ma né l'Assemblea generale né alcun altro organo delle Nazioni Unite ha mai riconosciuto questo come una sovranità costitutiva.
Il Marocco continua a rivendicare il Sahara occidentale come parte integrante del suo territorio, in virtù, tra l'altro, degli accordi di Madrid. Il Fronte Polisario ha dichiarato nel 1976 un governo in esilio con sede in Algeria, la Repubblica Democratica Araba dei Sahrawi (SADR), che nega la validità degli accordi di Madrid e rivendica l'intera area, mentre in realtà ne controlla solo piccole parti inabitabili. Anche la SADR non è riconosciuta dall'ONU, ma è stata ammessa come rappresentante del Sahara occidentale presso l'Unione africana (UA) e il suo partito al governo (il Fronte Polisario) è riconosciuto dall'ONU come "unico rappresentante legittimo del popolo saharawi". La Mauritania si è ritirata completamente dal conflitto dal 1979.

## Testo degli Accordi di Madrid
Quello che segue è il testo pubblicato degli Accordi di Madrid:
Questa è la dichiarazione di principi che è stata pubblicata:
Il 14 novembre 1975, le delegazioni che rappresentano legalmente i governi di Spagna, Marocco e Mauritania, riunite a Madrid, hanno dichiarato di aver concordato in ordine i seguenti principi:
1. La Spagna conferma la sua determinazione, ripetutamente dichiarata alle Nazioni Unite, di decolonizzare il Territorio del Sahara Occidentale ponendo fine alle responsabilità e ai poteri che possiede su quel Territorio come Potenza amministrativa.
2. In conformità con la suddetta determinazione e in conformità con i negoziati sostenuti dalle Nazioni Unite con le parti interessate, la Spagna procederà immediatamente all'istituzione di un'amministrazione temporanea nel Territorio, alla quale parteciperanno Marocco e Mauritania in collaborazione con la Djemaa e al quale saranno trasferite tutte le responsabilità e i poteri di cui al paragrafo precedente. Si conviene pertanto che due Vice Governatori nominati dal Marocco e dalla Mauritania siano nominati per assistere il Governatore Generale del Territorio nello svolgimento delle sue funzioni. La cessazione della presenza spagnola nel Territorio sarà completata entro il 28 febbraio 1976 al più tardi.
3. Le opinioni della popolazione sahariana, espresse attraverso la Djemaa, saranno rispettate.
4. I tre paesi informeranno il Segretario generale delle Nazioni Unite dei termini stabiliti in questo strumento a seguito dei negoziati avviati in conformità con l'articolo 33 della Carta delle Nazioni Unite.
5. I tre paesi coinvolti dichiarano di essere arrivati alle precedenti conclusioni nel più alto spirito di comprensione e fratellanza, con il dovuto rispetto per i principi della Carta delle Nazioni Unite e come miglior contributo possibile al mantenimento della pace internazionale. e sicurezza.
6. Il presente strumento entrerà in vigore alla data di pubblicazione nel Boletin Oficial del Estado della "Legge sulla decolonizzazione del Sahara" che autorizza il governo spagnolo ad assumere gli impegni condizionatamente stabiliti nel presente strumento."
Questa dichiarazione è stata firmata dal presidente del governo Carlos Arias Navarro, per la Spagna; il Primo Ministro, Ahmed Osman, per il Marocco; e il ministro degli Esteri, Hamdi Ould Mouknass, per la Mauritania.